# 息子 (奥田民生の曲)
息子（むすこ）は、1995年1月15日に発売された奥田民生の3枚目のシングル。
2005年3月24日に12cmシングルとして再発された。

## 背景
- ミリオンを記録した前作「愛のために」より3ヶ月ぶりのシングル。
- アルバム『29』先行シングル。
- 「The STANDARD」(アナログ盤)のB面となった。

## 収録曲
| 全作詞・作曲・編曲: 奥田民生。 |           |          |            |      |
| #                              | タイトル  | 作詞     | 作曲・編曲 | 時間 |
| 1.                             | 「息子」  | 奥田民生 | 奥田民生   | 4:57 |
| 2.                             | 「BEEF」  | 奥田民生 | 奥田民生   | 2:56 |
| 合計時間:                      | 合計時間: | 7:53     |            |      |

### 曲解説
1. 息子
コカ・コーラCMソング。
タイトルの通り父親から息子へと向けた応援歌。
歌詞の最終部分は記載されていない。
2. BEEF
ニューヨークレコーディングへ向け、外国人に伝わりやすいようシンプルな曲をと奥田が準備していった曲。
ライブではラストかアンコールで演奏される事が多い。また歌詞の「神戸」は各地名に変えて歌われる。

## 収録アルバム
- 29 (#1,2、#1はアルバムバージョン)
- 記念ライダー1号〜奥田民生シングルコレクション〜 (#1、アルバムバージョン)

## 参加ミュージシャン
- 奥田民生：ボーカル、ギター
- スティーヴ・ジョーダン：ドラムス、パーカッション (#1)
- チャーリー・ドレイトン：ベース、パーカッション (#2)
- ワディ・ワクテル：ギター (#2) 、アコースティック・ギター (#1) 、スライドギター (#1)
- バーニー・ウォーレル：B-3 (#1) 、メロトロン (#1) 、ピアノ (#2)
- クリスピン・シオー：フルート (#1) 、サクソフォーン (#2)
- ケン・フラッドリー：フリューゲルホルン (#1) 、トランペット (#2)

## カバー
- 桑田佳祐（サザンオールスターズ）
1998年のAAAイベント『オールリクエストショー』でカバー。
- チャットモンチー
トリビュートアルバム『奥田民生・カバーズ』に収録。
- 黒猫チェルシー
映画『大人ドロップ』挿入歌。